# Afrodita desatándose la sandalia

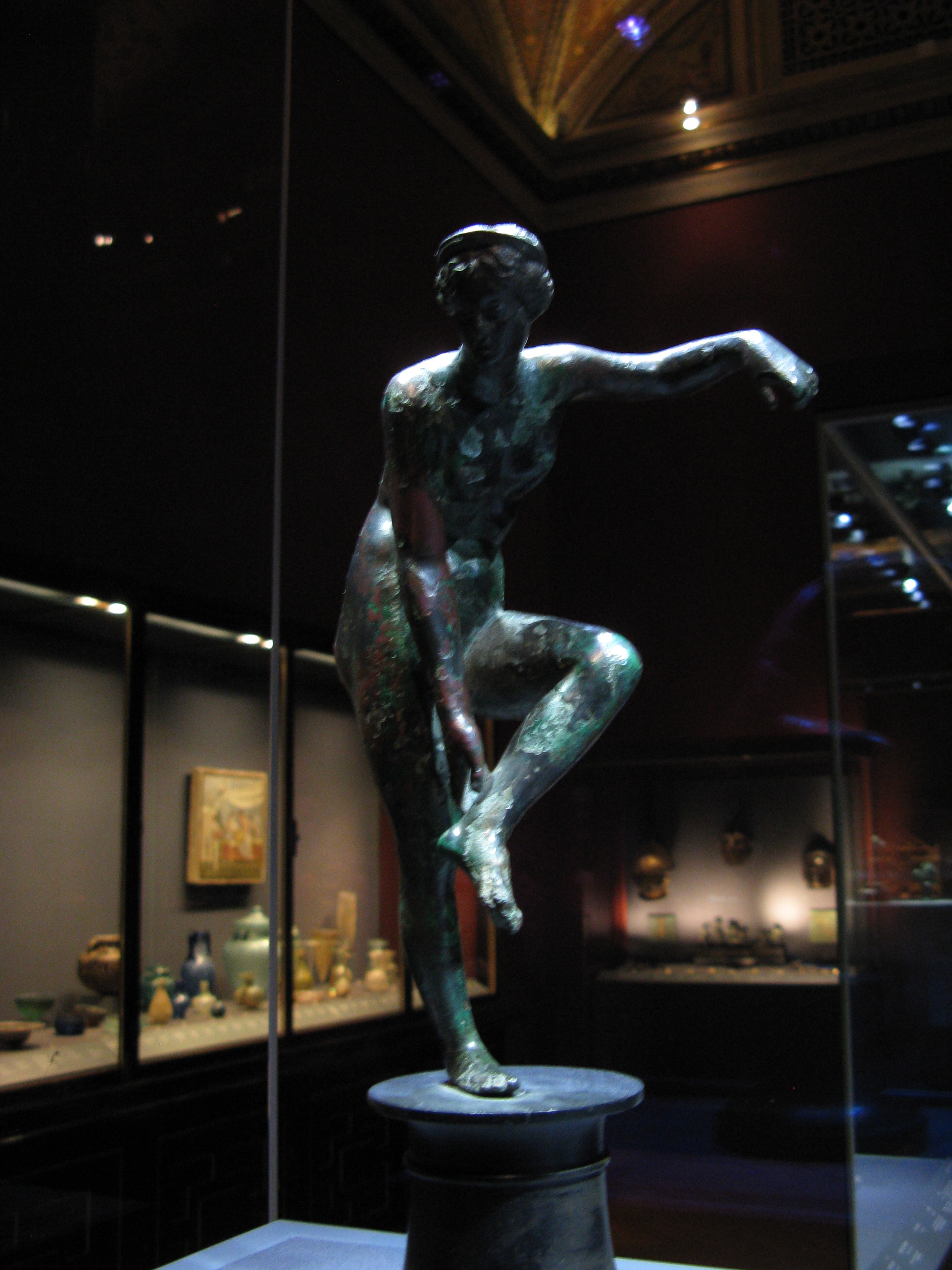
Ejemplar del Kunsthistorisches Museum (Viena).

Afrodita desatándose la sandalia, Sandalbinder (en idioma alemán) o expresiones similares, son denominaciones historiográficas de una tipología de representaciones de la diosa Afrodita o Venus en el trance de desatarse una sandalia, una escena propia de una diosa que tiene una particular relación con la desnudez. Se ha estimado la datación del modelo original en torno al 130 a. C.
La figura se dispone en una postura forzada, con una sola pierna apoyada en el suelo, levantando y flexionando la otra para poder alcanzar su pie con la mano del brazo opuesto, mientras que con el otro brazo se apoya en una pequeña columna. Como elementos iconográficos a veces se acompaña de la figura de Eros, de un delfín, de joyas o de una manzana (en cuyo caso se relaciona con la escena del juicio de Paris).
Es muy abundante en estatuillas de la Antigüedad clásica, con 180 réplicas estudiadas por Ernst Künzl. Desde el siglo XVI se utiliza como modelo de la escultura del Renacimiento, siendo evidente su influencia en Giambologna.

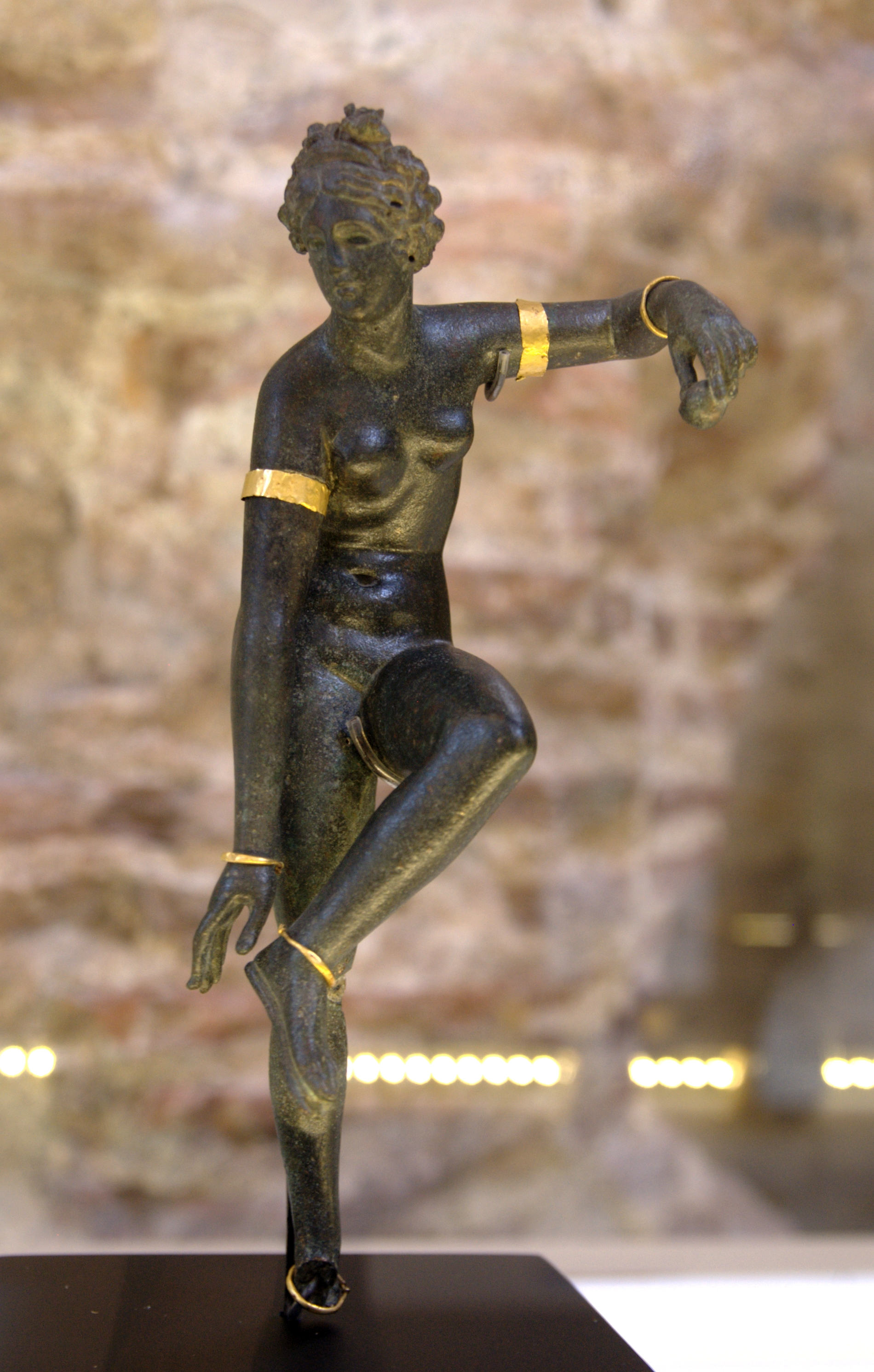
Ejemplar del Museo del Louvre (París).
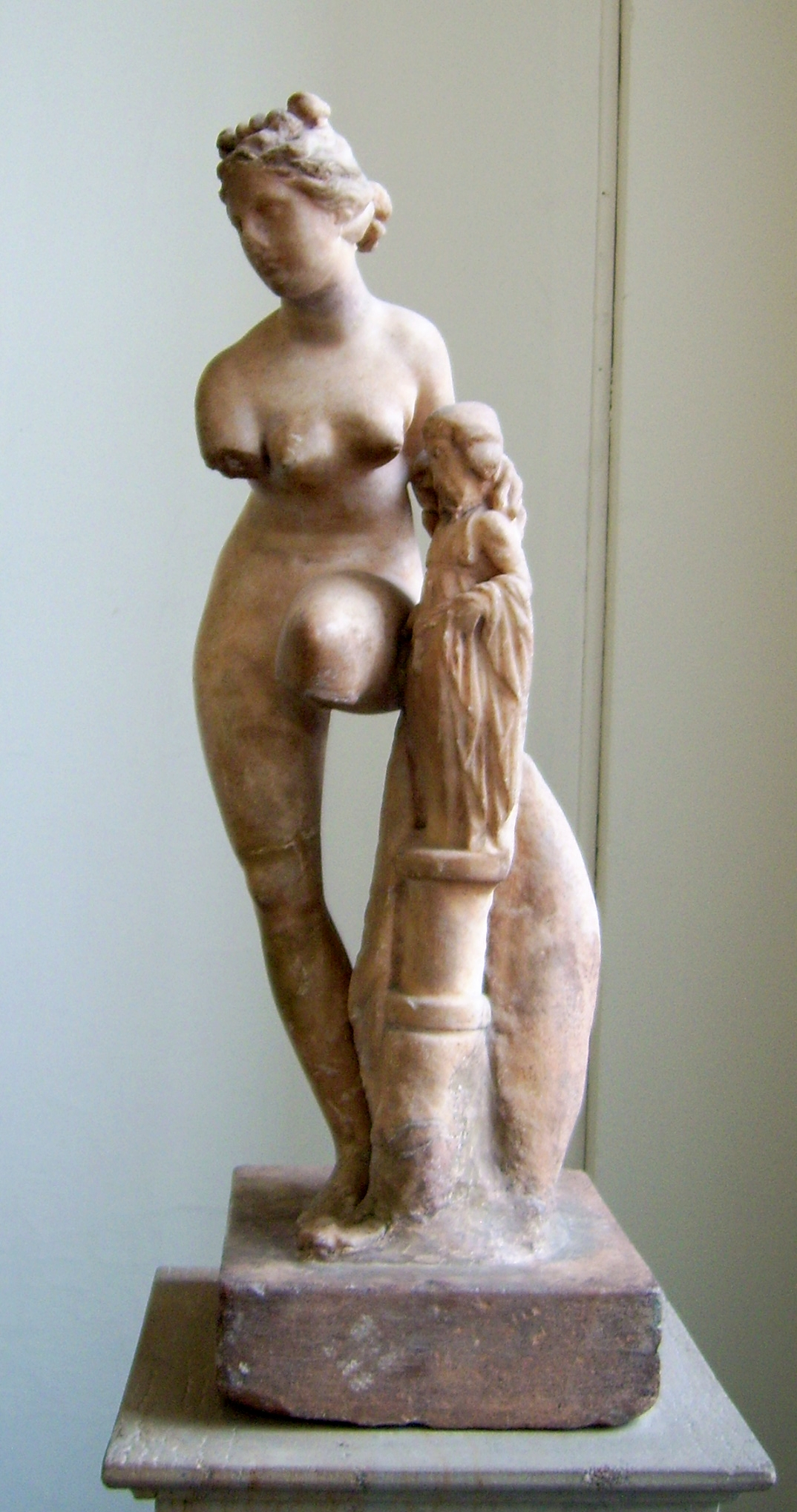
Ejemplar del Museo de Pérgamo (Berlín).
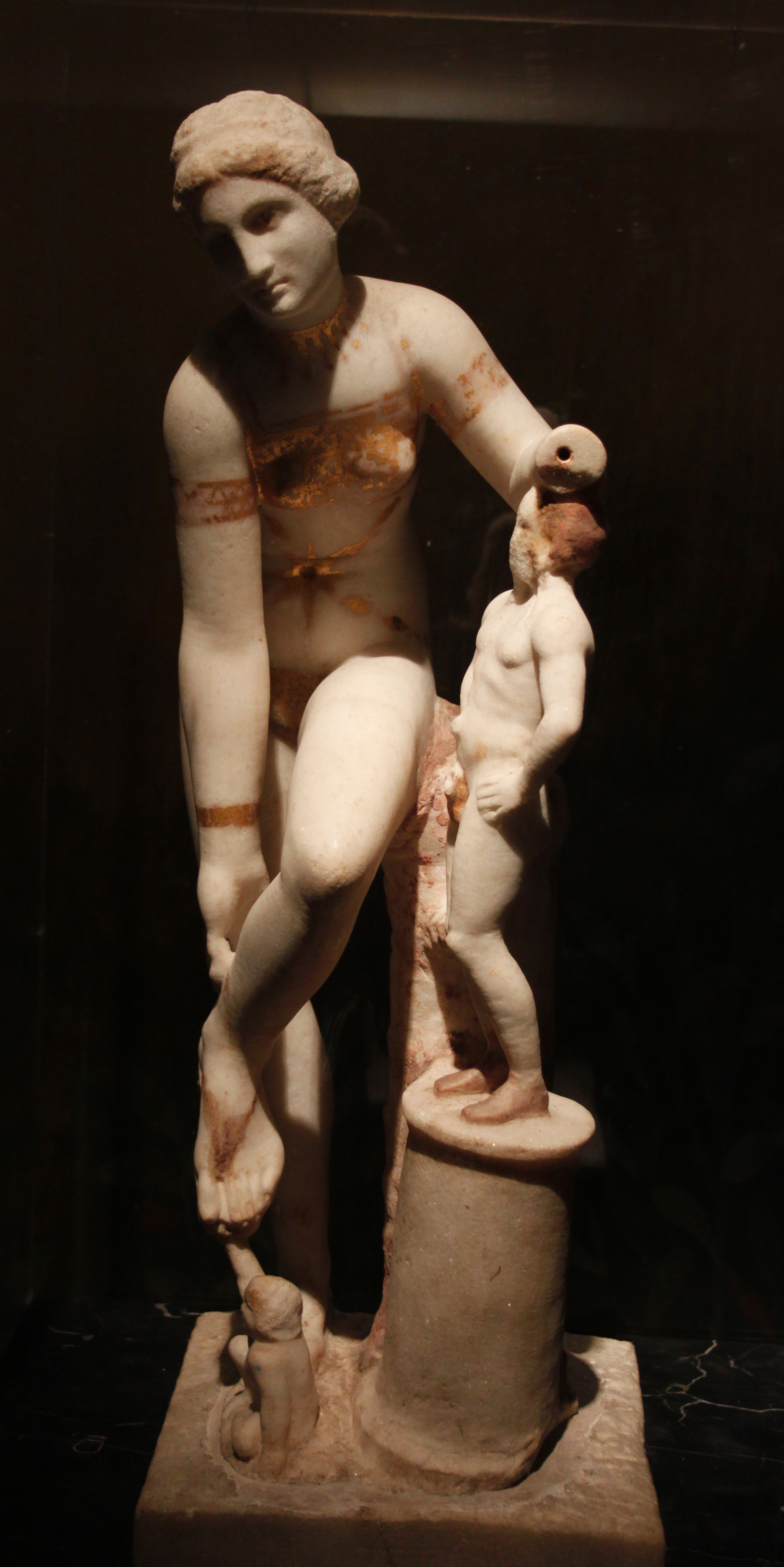
La llamada Afrodita "en bikini", procedente de Pompeya, en el Museo Arqueológico Nacional de Nápoles. La diosa se apoya en una figura de Príapo.
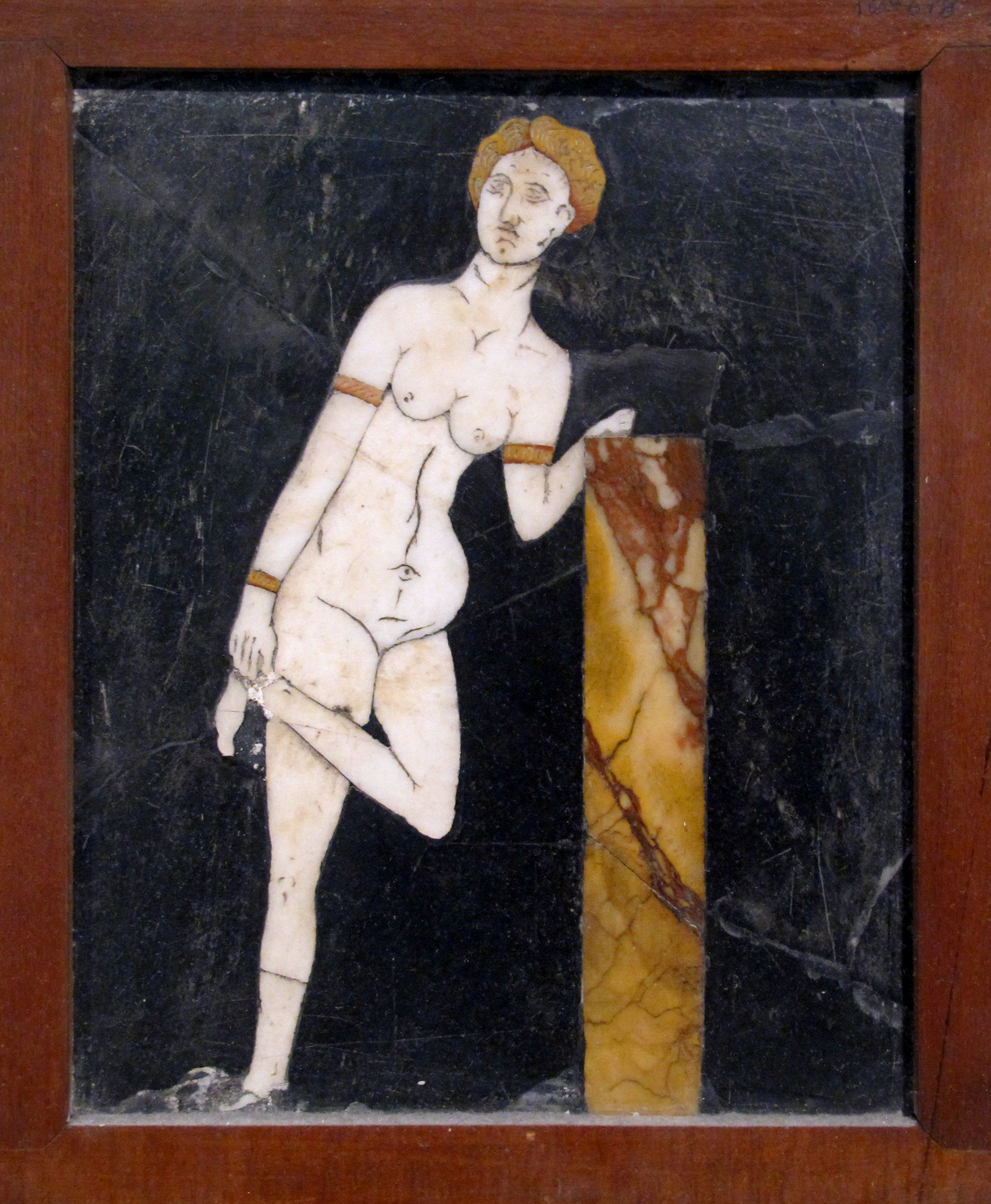
Opus sectile procedente de Pompeya.